# Tele-club (programa de televisión de 1968)
Tele-club fue un programa de televisión, emitido por Televisión española entre el 17 de julio de 1968 y el 17 de noviembre de 1970. Dirigido por Arturo Ruiz Castillo, el programa fue el resultado de la colaboración de TVE con la Junta Central de Información, Turismo y Educación Nacional, ente público dependiente del Ministerio de Información y Turismo.

## Formato
El programa se componía de reportajes y noticias de interés para el mundo rural. El título del programa derivaba precisamente de los entonces en boga Tele-clubs, o locales públicos en el ámbito rural en el que se instalaba un televisor para disfrute de los vecinos, único medio en ocasiones, que esas personas tenían de acceder a esta por entonces nueva tecnología. Los potenciales espectadores del programa eran los asiduos de los teleclubs rurales
Contaba con dos emisiones semanales, que a su vez se modulaban sobre distintas premisas y tenían subtítulos distintos y se emitían respectivamente los martes y los jueves:
- No estamos solos: Informaciones de interés de carácter agrario.
- Ventana abierta: Educación y cultura.[4]

Entre los distintos responsables de los reportajes a lo largo de los tres años del programa figuran el conocido Alfredo Amestoy.